# Паньков, Василий Игнатьевич
Василий Игнатьевич Паньков (Панков) (27 сентября 1925 — 28 июня 1944) — участник Великой Отечественной войны, командир стрелкового отделения 609-го стрелкового полка 139-й стрелковой дивизии 50-й армии 2-го Белорусского фронта, Герой Советского Союза (1945), младший сержант.

## Биография
Родился 27 сентября 1925 года в селе Ковылянка, ныне Атбасарского района Акмолинской области Республики Казахстан, в семье рабочего. Русский.
Окончил 7 классов школы № 41 посёлка Железнодорожников, ныне администрации города Магнитогорска Челябинской области. Работал электросварщиком в депо железнодорожной станции Магнитогорск Южно-Уральской железной дороги.
В январе 1943 года Магнитогорским горвоенкоматом Челябинской области призван в Красную Армию.
В боях Великой Отечественной войны с марта 1943 года. Трижды ранен: 18 ноября 1943 года под Оршей получил осколочное ранение в руку, 29 ноября 1943 года под Оршей получил осколочное ранение в плечо, 17 марта 1944 года под Витебском получил осколочное ранение в голову.
13 июня 1944 года приказом по 609-му стрелковому полку № 015/н стрелок 4-й стрелковой роты 2-го стрелкового батальона 609-го стрелкового полка 139-й стрелковой дивизии 49-й армии рядовой Панков был награждён медалью «За боевые заслуги».
28 июня 1944 года в ходе Могилёвской операции командир отделения 4-й стрелковой роты 2-го стрелкового батальона 609-го стрелкового полка 139-й стрелковой дивизии 50-й армии младший сержант Паньков во главе вверенного ему подразделения под огнём неприятеля в числе первых на подручных средствах переправился через реку Днепр у Могилёва. На захваченном на правом берегу реки плацдарме, Панков уничтожил гранатам три вражеские огневые точки, и в рукопашной схватке уничтожил 11 немецких солдат, чем содействовал переправе других подразделений 609-го стрелкового полка. Ворвавшись в Могилёв в уличных боях показал исключительную храбрость. Паньков вместе со своим отделением блокировал жилой дом и захватил в плен до 100 немецких солдат и офицеров засевших в нём. В последующих уличных боях в Могилёве отделение Панькова уничтожило до 60-ти немецких солдат и офицеров. За что командиром полка полка полковником Гришаевым был представлен к присвоению звания Героя Советского Союза, и в этот же день командир дивизии полковник Кириллов своим приказом по 139-й стрелковой дивизии № 018/н от 28.06.1944 наградил Панкова орденом Славы 3-й степени.

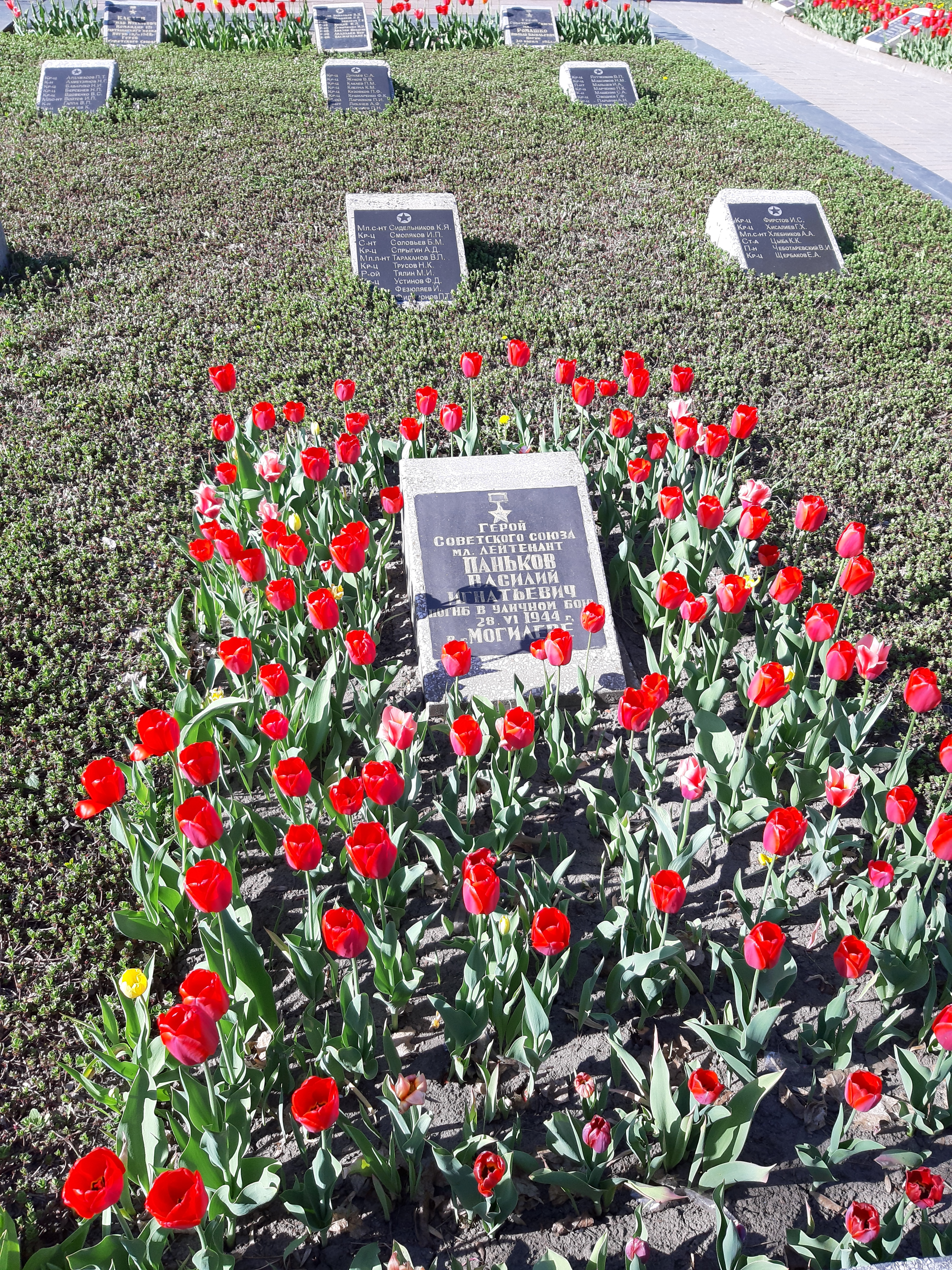
Могила Панькова на военном кладбище Могилёва

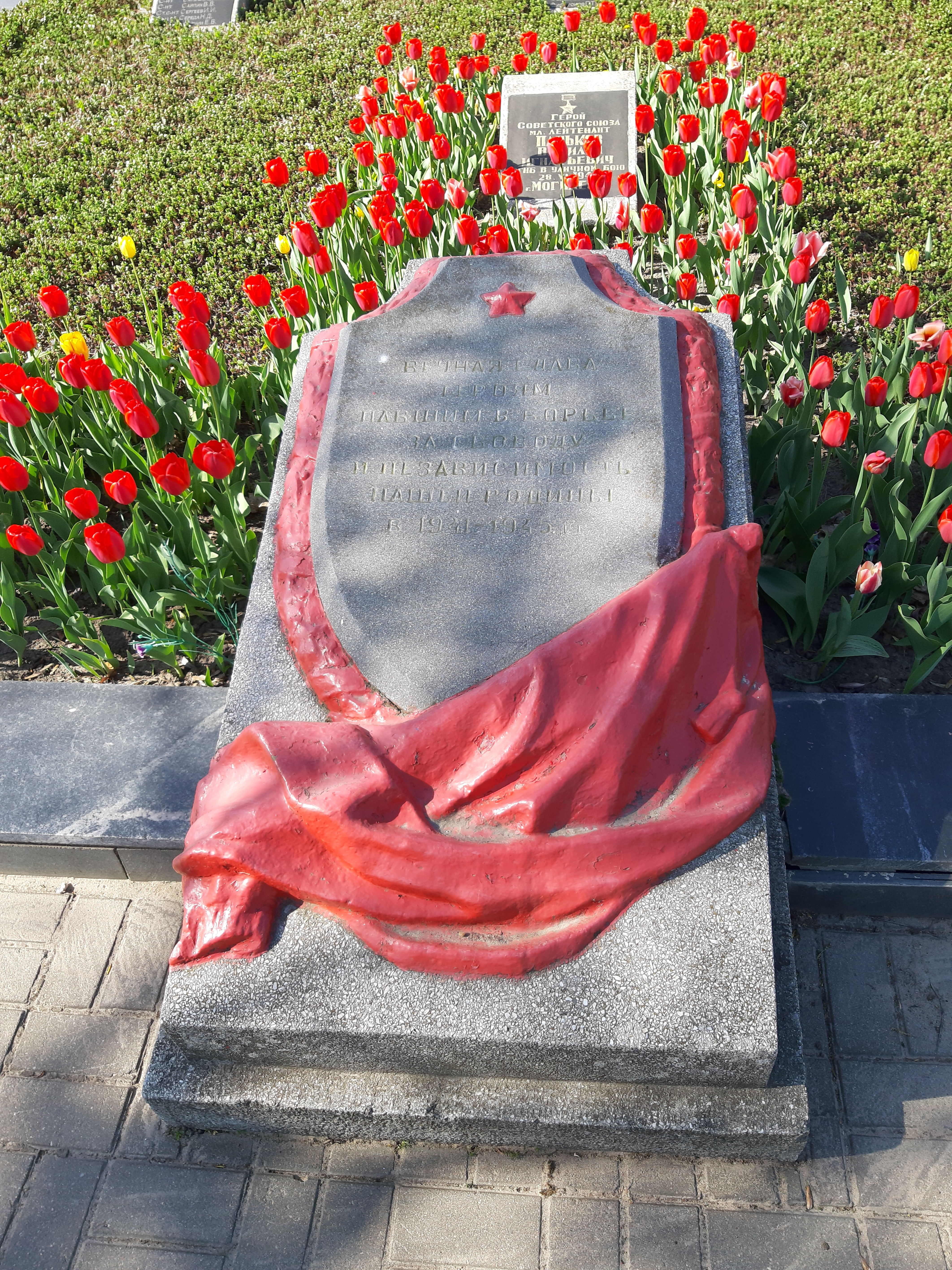
Памятный знак и могила Панькова на военном кладбище Могилёва

Младший сержант Паньков погиб 28 июня 1944 года. Похоронен в городе Могилёве в братской могиле («Военное кладбище»), расположенной на улице Лазаренко в районе средней школы № 4, где ему установлен памятник. В документах ОБД «Мемориал» младший сержант Панков, указанный в них как Паньков, с августа 1944 года числится как пропавший без вести.
Указом Президиума Верховного Совета СССР от 24 марта 1945 года за образцовое выполнение боевых заданий командования на фронте борьбы с немецко-фашистскими захватчиками и проявленные при этом мужество и героизм младшему сержанту Панькову Василию Игнатьевичу присвоено звание Героя Советского Союза с вручением ордена Ленина и медали «Золотая Звезда».

## Награды
- медаль «Золотая Звезда» Героя Советского Союза (24.03.1945);
- орден Ленина (24.03.1945);
- орден Славы 3-й степени (28.06.1944);
- медаль «За боевые заслуги» (13.06.1944).

## Память
- Имя Героя высечено золотыми буквами в зале Славы Центрального музея Великой Отечественной войны в Парке Победы города Москва.
- В городе Магнитогорске Челябинской области именем Героя названа улица, а также установлена мемориальная доска.
- Имя Героя высечено на Алее Славы в Магнитогорске[7].